# جنیفر اسکرین
جنیفر اسکرین (انگلیسی: Jennifer Screen؛ زادهٔ ۲۶ فوریهٔ ۱۹۸۳) بازیکن بسکتبال اهل استرالیا است.
وی در مسابقات کشوری و بین‌المللی در مجموع برندهٔ ۲ مدال طلا، ۱ مدال نقره، ۱ مدال برنز شده‌است.